# Hiccoda
Hiccoda is een geslacht van vlinders uit de familie van de uilen (Noctuidae).

## Soorten
- H. clarae Berio, 1947
- H. diplogramma (Hampson, 1908)
- H. dosaroides Moore, 1882
- H. eccausta Hampson, 1910
- H. nigripalpis (Walker, 1866)
- H. plebeia (Butler, 1899)
- H. pluristriata (Berio, 1937)
- H. roseitincta Hampson, 1920